# Don White
Donald Frederick White (Earls Barton, 16 gennaio 1926 – 21 aprile 2007) è stato un rugbista a 15, imprenditore, allenatore di rugby a 15 e dirigente sportivo britannico, per 18 stagioni terza linea flanker dei Northampton Saints di cui fu anche capitano. Fu internazionale per l’Inghilterra dal 1947 al 1953 e nel 1969 divenne il primo allenatore a rivestire ufficialmente l’incarico di selezionatore della Nazionale inglese conferito dalla Rugby Football Union. Di professione imprenditore, guidò fino alla metà degli anni novanta l’azienda calzaturiera di famiglia, incarico che affiancò alla sua carriera rugbystica - agonistica e tecnica - e a quello di presidente del Northampton fino al 1988.

## Biografia
Proveniente da una famiglia di industriali del settore calzaturiero, proprietari del marchio White & Co., nel Northamptonshire, durante gli studi superiori Don White si dedicò al rugby, allora attività dilettantistica: a 17 anni esordì nel Northampton Saints come pilone, per poi evolvere come flanker, ruolo nel quale, dopo la guerra, esordì in Nazionale inglese nel 1947, nel Cinque Nazioni di quell'anno, contro il Galles.
Furono due le edizioni del torneo vinte da White, la citata del 1947 e l'ultima cui prese parte, nel 1953.
Dal 1954 divenne capitano del Northampton e tenne la fascia fino al 1961, anno in cui smise l'attività all'età di 35 anni e 448 presenze totali.
White mise a segno complessivamente 116 mete, 71 piazzati, 183 trasformazioni e un drop che, considerando il sistema di punteggio dell'epoca, danno un totale di 930 punti.
Nel 1964 Don White divenne presidente dell'azienda di famiglia e, nel corso della sua attività imprenditoriale, gli fu affidato dalla Rugby Football Union l'incarico di commissario tecnico della Nazionale inglese: fu il primo a rivestire tale ruolo, fino ad allora mai ufficialmente statuito a livello federale.
Fino al 1971 rivestì l'incarico di commissario tecnico, vincendo solo 3 degli 11 incontri disputati, ma guidando l'Inghilterra alla sua prima vittoria contro il Sudafrica (20 dicembre 1969, 11-8).
Dopo le dimissioni da commissario, entrò nel comitato esecutivo del Northampton, e nel 1979 fu nominato presidente onorario del club, carica che tenne fino al 1988.
Nel 1990 ricevette un riconoscimento dalla regina per la sua attività di commercio internazionale.
Si ritirò dall'attività imprenditoriale nel 1996.
Il 21 aprile 2007 Don White morì nella sua città natale dopo una malattia, e alla cerimonia funebre prese parte anche il Northampton, rappresentato dal suo presidente Keith Barwell.
Lo stesso club, che aveva già inserito White nella sua Hall of Fame, ricorda tuttora il suo ex giocatore, capitano e presidente, con un necrologio in cui egli viene descritto come «forse il più grande giocatore dei Saints».